# Tobias Becker (Historiker)
Tobias Becker (* 1980 in München) ist ein deutscher Historiker und Hochschullehrer an der Freien Universität Berlin.

## Leben
Nach dem Abitur am Bischöflichen Willigis-Gymnasium in Mainz 1999 und anschließendem Zivildienst studierte Tobias Becker Neuere und Neueste Geschichte, Wirtschafts- und Sozialgeschichte, Politikwissenschaften und Anglistik an der Katholischen Universität Eichstätt-Ingolstadt, der Xavier University Cincinnati und der Ludwig-Maximilians-Universität München. In seiner Familie war er damit der erste, der eine Universität besuchte. Nach einem Verlagsvolontariat promovierte er 2007 an der Freien Universität Berlin im Rahmen des von der Deutschen Forschungsgemeinschaft und dem Arts and Humanities Research Council Projektes „West End und Friedrichstraße: Popular Musical Theatre in London and Berlin“ ab.
Seine Doktorarbeit erschien 2014 unter dem Titel Inszenierte Moderne. Populäres Theater in Berlin und London, 1880–1930. Dem Kulturwissenschaftler Kaspar Maase zufolge „entfaltet Beckers Buch in herausragender Weise das Netz der Zusammenhänge, in denen populäre Kunst … Gegenwart aufnimmt, verdichtet, zur mehr oder minder distanzierten Rezeption darbietet und so selbst Gegenwart mit gestaltet“ und wünschte „dem Werk insgesamt viele Leser und vor allem Nachfolger“.
Von 2014 bis 2020 war Tobias Becker wissenschaftlicher Mitarbeiter am Deutschen Historischen Institut London und Gastlektor am University College London. In London erarbeitete er eine Studie zur Geschichte der Nostalgie, die er 2022 am Leibniz-Zentrum für Zeithistorische Forschung Potsdam abschloss und mit der sich im selben Jahr an der Freien Universität Berlin habilitierte. Seine Habilitationsschrift, Yesterday: A New History of Nostalgia, erschien 2023 bei Harvard University Press. Dem Journalisten Michael Ledger-Lomas zufolge bietet es „a deconstruction of ‘nostalgia critique’: our urge to label entire activities and even societies as nostalgic“. „Yesterday stands as a profound statement about how humans exist in time and live with the past“, schrieb Joe Keohane im Boston Globe über das Buch.
Neben seiner Arbeit als Historiker hat Becker mehrfach Ausstellungen und Veranstaltungen kuratiert. So 2015 zusammen mit Kerstin Schreiter die Ausstellung „Things We Keep: Curators of Our Own History“, 2023 mit Uta Kornmeier die Reihe „Erinnern – Erzählen“ im Humboldt Forum und mit Andreas Weiß die Reihe „Kiezgeschichte in der Mulackei“. Im Rahmen des Studiengangs Public History Master hat er mehrfach Veranstaltungen zusammen mit Studierenden realisiert, so 2024 die „Rückshow: Wende ohne Ende“ im Rahmen von „Der Palast der Republik ist Gegenwart“ im Humboldt Forum. 

## Werke
Monographien
- Yesterday: A New History of Nostalgia. Harvard University Press, London, Cambridge/MA: 2023, ISBN 978-0674251755 (zugleich Habilitation Freie Universität Berlin, 2022).
- Inszenierte Moderne. Populäres Theater in Berlin und London, 1880–1930. De Gruyter Oldenbourg, München, 2014, ISBN 978-3-11-035361-7 (zugleich Doktorarbeit Freie Universität Berlin 2013).

Kollektivmonographien
- (mit Len Platt), Popular Culture in Western Europe since 1800: A Student‘s Guide. Routledge, London, 2023, ISBN 978-0-415-71684-0.
- (mit Kerstin Lange, Daniel Morat, Johanna Niedbalski, Anne Gnausch und Paul Nolte), Weltstadtvergnügen: Berlin 1880-1930. Vandenhoeck & Ruprecht, Göttingen, 2016, ISBN 978-3-525-30087-9.

Herausgegebene Werke
- (mit Dylan Trigg), The Routledge Handbook on Nostalgia. Routledge, London, 2024, ISBN 978-1032429205.
- (mit Dion Georgiou), The Uses of the Past in Contemporary Western Popular Culture: Nostalgia, Politics, Lifecycles, Mediations, and Materialities. Palgrave Macmillan, New York: 2024, ISBN 978-3-031-54739-3.
- (mit Len Platt und David Linton), Popular Musical Theatre in London and Berlin, 1890-1939. Cambridge University Press, Cambridge, 2014, ISBN 978-1107051003.
- (mit Anna Littmann und Johanna Niedbalski), Die tausend Freuden der Stadt: Metropolenkultur um 1900. transcript, Bielefeld: 2011, ISBN 978-3-8376-1411-4.

Herausgegebene Zeitschriftenhefte
- (mit Fernando Esposito), Chronopolitics: The Time of Politics, the Politics of Time and Politicized Time, History and Theory 62 (2023), Nr. 4.
- (mit Anna von der Goltz und Martina Steber), Cultures of Conservatism in Western Europe since the 1960s, German Yearbook of Contemporary History 7 (2023).
- (mit Martina Steber), Kulturen des Konservativen, Vierteljahreshefte für Zeitgeschichte (70) 2022, Nr. 1-4.
- (mit Sabine Stach), Nostalgie, Zeithistorische Forschungen | Studies in Contemporary History 18 (2021), Nr. 1.
- (mit Felix Fuhg), Writing Europe into British Cultural History, Contemporary British History 35 (2021), Nr. 3.
- (mit Jörg Arnold und Otto Saumarez Smith), The De-industrialising City, Urban History 47 (2020), Nr. 2.
- Historicizing Nostalgia, History and Theory 57 (2018), Nr. 2.
- (mit Kedar Kulkarni), Beyond the Playhouse: Travelling Theatre in the Long Nineteenth Century,Nineteenth Century Theatre and Film 44 (2017), Nr. 1.